# Jean du Tillet
Jean du Tillet (Angoulême 1500-1570), hijo de un mayor y capitán de Angoulême bajo Francisco I de Francia, fue un obispo nombrado de St. Brieuc en 1553, y en esa posición participó en el Concilio de Trento, en donde animó a Gentian Hervet a llevar a cabo una traducción latina del Syntagma de Focio junto con la interpretación de Balsamón de un manuscrito que recientemente había llegado a su posesión. Tillet también obtuvo en 1553, en Roma, una versión hebrea del Evangelio según Mateo. En 1564 se convirtió en obispo de Meaux, el decimoquinto que se conoció como Juan, que ocupó la sede. En 1568 publicó una edición de las obras de Lucifer de Cagliari en contra del emperador Constancio II.
Se sospecha que tenía afinidades con los protestantes. Jean du Tillet publicó tres folletos antiprotestantes en 1563, estos fueron: Traité de l'antiquité et solennité de la messe; Réponse d'un évêque aux ministres des églises nouvelles; y Avis à Messieurs les gentilhommes séduits par les piperies des églises nouvelles.
Un hermano, también llamado Jean, sir de la Bussière, estableció que ocupara un cargo hereditario como greffier del Parlamento de París. Otro hermano, Louis, Cura de Claix y arcediácono de Angoulême, hospedó a Juan Calvino.